# Renato Castellani
Renato Castellani  (Finale Ligure, Liguria, 4 de septiembre de 1913 - Roma, 28 de diciembre de 1985) fue un director de cine italiano, uno de los representantes más significativos del Neorrealismo.

## Biografía
Nacido en Varigotti, donde la madre había regresado de Argentina para dar a luz a su hijo en Italia. Pasó su infancia en Argentina en Rosario de Santa Fe. A los 12 años, volvió a reanudar sus estudios en Liguria y Génova. Se mudó a Milán, donde se graduó en la  Politécnico de Arquitectura y, después, Roma.
Inicia sus colabroaciones en 1936 como "asistente militar" por Il grande appello, un film de Mario Camerini. Escribe críticas cinematográficas y trabaja - come esconógrafo y ayudante de realización - con nombre simportantes del cine italiano como Augusto Genina, Mario Soldati, Alessandro Blasetti.
Su primera dirección sería en 1941, con Un colpo di pistola, inspirado en un texto de Aleksandr Puskin y cuyo guion también trabajaron Alberto Moravia, Fosco Giachetti y Assia Noris. Elegante historia que se escribe en el filón "caligráfico", como su siguiente trabajo Zazà (1944).

### El neorrealismo
Con la trilogía constituida por Bajo el sol de Roma (Sotto il sole di Roma) (1948), È primavera... (1949) y Due soldi di speranza (1952), todos las escenas al aire libre y con actores no profesionales o recién llegados, dio a luz a un nuevo género, llamado neorrealismo rosa, denostado por la crítica, pero con un amplio éxito de público. Con Dos centavos de esperanza (Due soldi di speranza) ganó ex aequo el Gran Premio del Festival de Cannes en 1952 y con Romeo y Julieta (Giulietta e Romeo) ganó el León de Oro del Festival de Venecia en 1954.
Otros films significativos de Castellani son Si tú estuvieras (I sogni nel cassetto) (1957) y El bandolero (Il brigante) (1961), Castellani se dedicó principalmente biografías televisión en episodios de gran número de seguidores: Vita di Leonardo (1971) y Verdi (1982).

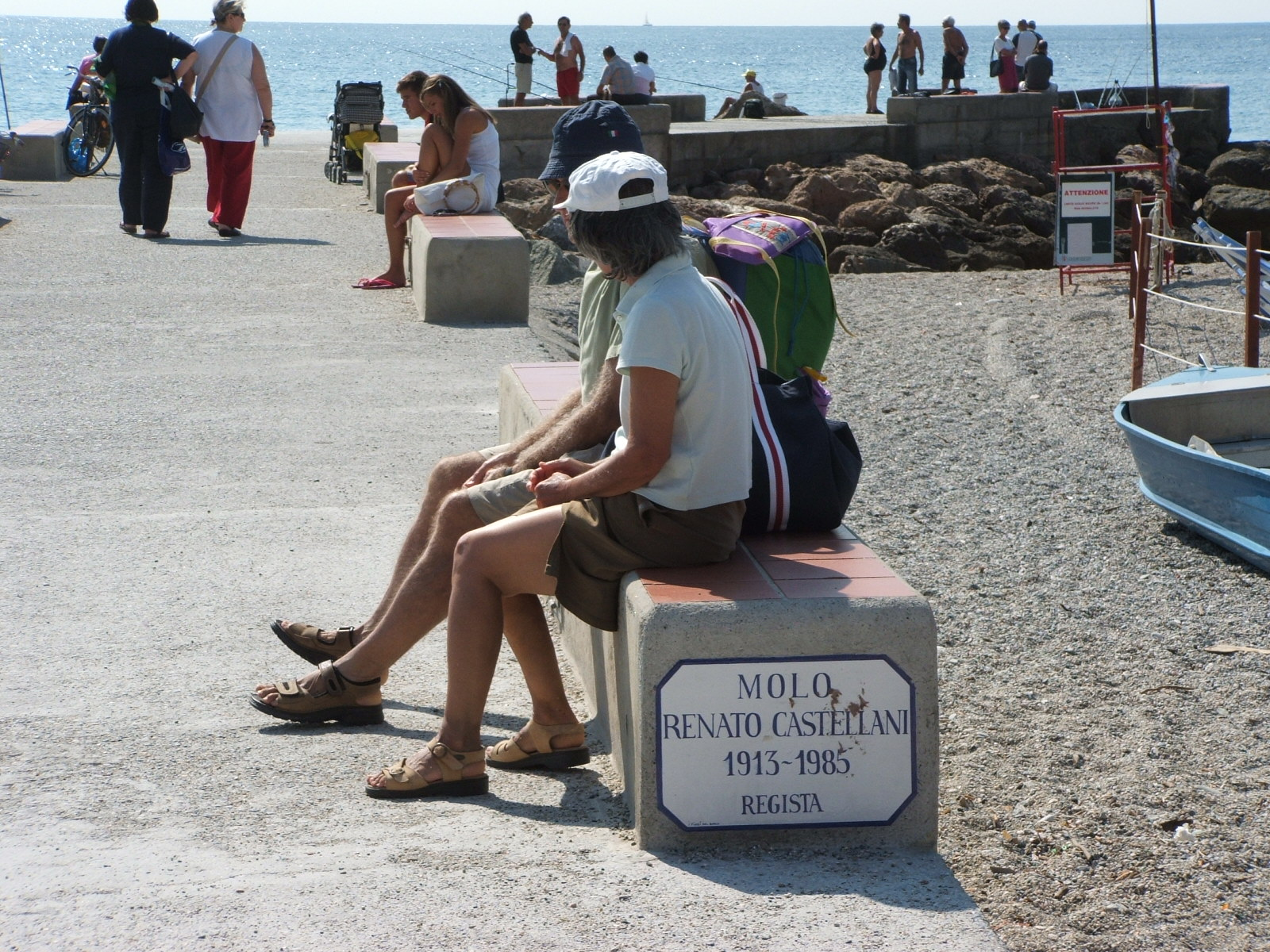
El muelle Castellani, en Varigotti (Finale Ligure).

## Filmografía

### Como director
- Un colpo di pistola (1941)
- La donna della montagna (1943)
- Zazà (1944)
- Mi hijo profesor (Mio figlio professore) (1946)
- Bajo el sol de Roma (Sotto il sole di Roma) (1948)
- È primavera... (1950)
- Dos centavos de esperanza (Due soldi di speranza) (1951)
- Romeo y Julieta (Giulietta e Romeo) (1954)
- Si tú estuvieras (I sogni nel cassetto) (1957)
- Infierno en la ciudad (Nella città l'inferno) (1958)
- El bandolero (Il brigante) (1961)
- Pensión a la italiana (Mare matto) (1963)
- Controsesso (1964)
- Tre notti d'amore (1964)
- La guapa y su fantasma (Questi fantasmi) (1967)
- Una breve stagione (1969)
- Il furto della Gioconda, sceneggiato televisivo (1978)

### Escenógrafo
- Quartieri alti, regia di Mario Soldati (1945)
- Malìa, de Giuseppe Amato (1946).
- L'arcangelo, de Giorgio Capitani (1969)

## Colaboraciones
- 1936: Il grande appello de Mario Camerini (asistente militar)
- 1939: Un'avventura di Salvator Rosa di Alessandro Blasetti (firma el guion, la escenografía).

## Premios y distinciones
Festival Internacional de Cine de Cannes
| Año  | Categoría   | Película                  | Resultado |
| ---- | ----------- | ------------------------- | --------- |
| 1952 | Gran Premio | Dos centavos de esperanza | Ganador   |
| 1952 | Premio OCIC | Dos centavos de esperanza | Ganador   |

Festival Internacional de Cine de Venecia
| Año  | Categoría             | Película              | Resultado |
| ---- | --------------------- | --------------------- | --------- |
| 1948 | Mejor film italiano   | Bajo el sol de Roma   | Ganador   |
| 1948 | Copa ANICA            | Bajo el sol de Roma   | Ganador   |
| 1954 | León de Oro           | Romeo y Julieta       | Ganador   |
| 1961 | Premio FIPRESCI       | Venganza siciliana    | Ganador   |
| 1982 | Premio Pietro Bianchi | Premio Pietro Bianchi | Ganador   |